# Promettilo!
Promettilo! (Zavet) è un film del 2007 diretto da Emir Kusturica.
Si tratta dell'ottavo lungometraggio diretto da Kusturica, presentato in concorso al Festival di Cannes 2007.

## Trama
Živojin Marković è un uomo anziano che vive in uno sperduto villaggio montano con suo nipote Tsane. Ossessionato dal giorno della propria morte, che sente avvicinarsi, chiede a suo nipote di andare nella cittadina di Užice, vendere la mucca e con i soldi comprare un'icona religiosa, un regalo e trovare moglie.
Arrivato in città Tsane cerca il "calzolaio", un uomo molto legato al nonno, ma dopo che una banda di malviventi gli ruba la mucca scopre che il vecchio che stava cercando è morto. Al suo posto però trova i suoi bizzarri nipoti con cui fa subito amicizia. Esperti in demolizioni, i due - inizialmente in affari con i criminali che hanno rapito la mucca di Tsane - decidono di aiutarlo a recuperare l'animale. Nel frattempo Tsane si innamora della giovane studentessa Jasna, che decide subito di voler sposare, ma scopre che gli stessi aguzzini che obbligano la madre della ragazza a prostituirsi vogliono che anche la povera Jasna intraprenda lo stesso lavoro. Tsane si trova quindi a dover affrontare una volta per tutte la banda di brutti ceffi guidata dal temibile, quanto assurdo, Bajo e riprendersi la sua ragazza per poi far ritorno al proprio villaggio.